# Cryomyces minteri
Cryomyces minteri è una specie di fungo della classe Dothideomycetes. Il fungo cresce sulle rocce ed è stato scoperto nelle valli secche McMurdo dell'Antartide, su frammenti di roccia colonizzata da una comunità locale criptoendolitica.
Nel 2008, per 18 mesi Cryomyces minteri e Cryomyces antarcticus sono stati utilizzati in esperimenti in orbita terrestre bassa nei laboratori EXPOSE-E sulla piattaforma EuTEF (European Technology Exposure Facility) esterna alla Stazione spaziale internazionale. C. minteri è stato anche testato nel vuoto spaziale con radiazione UV policromatica per simulare un ambiente marziano. Le due specie di funghi sono sopravvissute a entrambe le simulazioni.